# شاهزاده شوتوکو تایشی
شوتوکو تایشی (۸ آوریل ۶۲۲ -聖徳太子 Shōtoku Taishi) (۵۷۴) پسر امپراتور یومی و نایب السلطنه امپراتریس سویکو بود. منبع اصلی زندگی و دستاوردهای شاهزاده شوتوکو از نیهون شوکی می‌آید. شاهزاده به خاطر مدرن کردن اداره دولتی و ترویج بودیسم در ژاپن مشهور است.

## بررسی اجمالی
شاهزاده شوتوکو در زمان امپراتریس سوئیکو، اولین امپراتور زن ژاپن، به دستاوردهای بزرگ بسیاری دست یافت. افسانه‌های زیادی در مورد توانایی‌های فوق بشری او وجود دارد. زمانی یکی از بزرگ‌ترین قهرمانان ملی ژاپن بود که پرتره او روی اسکناس ۱۰۰۰۰ ینی انتخاب شده بود.

### شجره‌نامه و ارتباط با امپراتریس سوئیکو
امپراتریس سوئیکو که به عنوان یک امپراتور زن شناخته می‌شود، در سال ۵۵۴ (پانزدهمین سال سلطنت امپراتور کین‌می) به دنیا آمد. پدرش بیست و نهمین امپراتور کین‌می و مادرش سوگا نو کیتاشی هیمه، خواهر بزرگتر سوگا نو اوماکو بود. امپراتور سوئیکو یکی از شاهزاده خانم‌هایی بود که در یک ازدواج سیاسی به دنیا آمد که در آن خاندان سوگا به دنبال گسترش قدرت خود با ازدواج دختر خود با امپراتور بود. قبل از امپراتور شدن، او را کشیکیا هیمه می‌نامیدند.
سی‌ام امپراتور بیداتسو که بعداً شوهر او شد، پسر امپراتور کین‌می و همچنین برادر ناتنی امپراتریس سوئیکو بود. امپراتریس سوئیکو از امپراتور بیداتسو صاحب پنج فرزند شد، از جمله شاهزاده تاکدا. از سوی دیگر، شاهزاده شوتوکو در سال ۵۷۴ (سال سوم امپراتور بیداتسو) به دنیا آمد. پدر او سی و یکمین امپراتور یومی بود که برادر ناتنی امپراتریس سوئیکو از مادری بزرگتر بود. مادر او شاهدخت هاشیهیتو نو آناهوبی، دختر امپراتور کین‌می و خواهر ناتنی امپراتریس سوئیکو بود. به عبارت دیگر، والدین شاهزاده شوتوکو، خواهر و برادر ناتنی هستند و امپراتریس سوئیکو از دو طرف مادری و پدری عمه اوست. بین این دو رابطه خونی نزدیک وجود داشت.

### امپراتریس سوئیکو نخستین امپراتور زن ژاپن
مشخص نیست که چگونه امپراتور سوئیکو اولین امپراتور زن شد، اما این نظریه وجود دارد که به احتمال زیاد او جانشین بوده است. در سال ۵۸۵ (سال چهاردهم امپراتور بیداتسو)، زمانی که امپراتریس سوئیکو ۳۱ ساله بود، شوهرش، سی امین امپراتور امپراتور بیداتسو، درگذشت و سی و یکمین امپراتور یومی بر تخت نشست، اما او نیز تنها دو سال بعد درگذشت. در آن زمان، خاندان سوگا و خاندان مونونوبه (اجداد خاندان فوجیوارا)، خاندان‌های قدرتمندی که در دربار امپراتوری تأثیرگذار بودند، بر سر جانشینی تاج و تخت امپراتوری وارد درگیری شدید شدند. سوگا نو اوماکو، شاهزاده آناهوبه را که توسط خاندان مونونوبه حمایت می‌شد، کشت و جانشین او «شاهزاده هاتسوبه» شد که او را به عنوان سی و دومین امپراتور سوشون بر تخت نشاند. با این حال، سلطنت امپراتور سوشون تنها پس از پنج سال به پایان رسید. امپراتور سوشون که بر تخت نشست، به زودی از وجود خاندان سوگا که سیاست را کنترل می‌کرد، بیزار شد. یک روز، امپراتور سوشون در مقابل گرازی که به او تقدیم شده بود، زمزمه کرد: «روزی می‌خواهم هرکسی را که از او متنفرم، مثل این گراز سر ببرم». سوگا نو اوماکو این را شنید و متوجه شد که موقعیت او در خطر است، بنابراین امپراتور سووشون را ترور کرد.
این قتل انتخاب سی و سومین امپراتور را دشوار کرد. مردانی که حق داشتند تاج و تخت را به ارث ببرند شامل اولین پسر امپراتور بیداتسو، شاهزاده اوشیساکا هیکوهیتو، و شاهزاده شوتوکو بودند، از آنجائیکه مسئله اتحاد و تجمیع نظر برای آنها برای انتخاب امپراتور بعدی آسان نبود؛ بنابراین گمان می‌رود که امپراتریس سوئیکو که حق سخنرانی در دربار امپراتوری را داشت و با خاندان سوگا نسبت داشت انتخاب شد.
از طرفی امپراتریس سوئیکو نیز می‌خواست شاهزاده تاکدا را در آینده امپراتور کند؛ بنابراین تصمیم بر این شد که شاهزاده تاکدا به عنوان امپراتور موقت تا زمانی که شاهزاده تاکدا بزرگ شود بر تخت سلطنت بنشیند. با این حال، شاهزاده تاکدا در حوالی زمانی که امپراتریس سوئیکو بر تاج و تخت نشست، درگذشت.
گفته می‌شود که امپراتریس سوئیکو زنی باهوش بود و پس از رسیدن به تاج و تخت، شاهزاده شوتوکو را به عنوان نایب‌السلطنه منصوب کرد. امپراتریس سوئیکو نیز از ظلم سوگا  نو اوماکو خوشحال نبود. با این حال او همچنین می‌دانست که بدون همکاری سوگا نو اوماکو نمی‌تواند بر کشور حکومت کند.
به نظر می‌رسد که تغییر پرسنلی که در زمان امپراتریس انجام شد، برای حفظ توازن قوا با خاندان سوگا و در عین حال هدف گذاری برای یک دولت متمرکز با محوریت امپراتور بوده است. و بدین ترتیب دیوموکراسی (شکلی از حکومت که در آن دو نفر با بالاترین اقتدار وجود داشتند) بین سوگا اوماکو و شاهزاده شوتوکو آغاز شد.
امپراتریس، أ شاهزاده شوتوکو را به سوی سوئی اعزام کرد تا فرهنگ پیشرفته چین را به‌طور فعال وارد کنند و در سال ۶۰۳ (یازدهمین سال امپراتور سوئیکو)، فرستادگانی راشوتوکو به این انتظارات پاسخ داد و هنگامی که به عنوان نایب السلطنه قدرت را به دست گرفت، در ۶۰۴ (سال دوازدهم امپراتریس سوئیکو) قانون اساسی ۱۷ ماده ای تشکیل شد. شاهزاده شوتوکو سیاست را با هدف تبدیل شدن به یک ملت بین‌المللی با محوریت امپراتور انجام داد.
او همچنین به رواج بودیسم و ساخت معبد شیتننوجی در اوساکا و معبد هوریوجی در نارا معروف است.

### اعزام فرستادگان به دودمان سوئی با هدف ایجاد یک کشور مستقل بین‌المللی
شاهزاده شوتوکو یک فرستاده به کشور توسعه یافته دودمان سوئی (چین در آن زمان) با دو هدف اعزام کرد. یکی یادگیری در مورد فرهنگ عالی و دانشگاهیان است. مورد دیگر از سرگیری روابط دیپلماتیک با چین در شرایط برابر است که قطع شده بود.
در طول اعزام دوم خود، شاهزاده شوتوکو نامه ای به امپراتور وندی (سلطنت: ۵۸۱~۶۰۴ میلادی) از دودمان سوئی نوشت: «سر بهشت که در آن خورشید طلوع می‌کند، من این نامه را برای پسر بهشتی می‌فرستم که در آنجا خورشید غروب می‌کند» امپراتور وندی پس از خواندن نامه‌ای از پسر بهشت در سرزمین طلوع خورشید به پسر خورشید در سرزمین غروب خورشید خشمگین شد. اما اعتقاد بر این است که کسی که حامل این سند ملی بود، اعدام نشد و به عنوان مهمان دولتی مورد استقبال قرار گرفت و به ژاپن بازگشت.
این استراتژی شاهزاده شوتوکو بود که از وضعیت بین‌المللی در آن زمان آگاه بود، زیرا سوئی با جنگ با کوگوریو (بخش شمالی شبه جزیره کره در آن زمان) دست و پنجه نرم می‌کرد و نمی‌توانست از پس دشمنی بیشتری بربیاید. کوکوشو ژاپن با موفقیت به عنوان کشوری برابر با چین شناخته شد.

### رواج دادن بودیسم
بودیسم به دست شاهزاده شوتوکو تایشی که عمیقاً به این مذهب اعتقاد داشت به صورت یکی از بنیادهای فرهنگی ژاپن درآمد و در این کشور رواج پیدا کرد. در آن زمان جامعهٔ ژاپن از نظر مذهبی و سیاسی از هم متفرق شده بودند و توجه و طرفداری تایشی از آیین بودایی تا حدی به سبب میل او بر ایجاد وحدت و اتحاد ملی بر کشور بود. او مذهب بودا را بر اساس عقاید و تربیت شخصی خویش تفسیر کرد. از اقدام‌های مهم او ایجاد قانون اساسی هفده ماده‌ای بود که بر اساس آن بودیسم، اصول اخلاقی کنفوسیوسی و روح ملی ژاپن با یکدیگر هماهنگ شده‌اند. شاهزاده تایشی عقیده داشت که معتقدان به بودا باید به تمامی انسان‌ها خدمت کنند و به همین دلیل برخی از درونمایه کتاب آسمانی بودا را مورد تجدید نظر قرار دارد برای مثال یکی از احکام شرعی را که مردم توصیه کرده بود به تفکر مذهبی فروروند را با این صورت تغییر داد که «به کسی که همیشه در تفکر مذهبی فرورفته است نزدیک مشو» و منظور او از بیان این عبارت این بود که کسی که تمام وقت مشغول عبادت باشد قادر به انجام کارهای بشردوستانه نیست.

### اولین سیستم ارزیابی پرسنل ژاپن
اولین سیستم ارزیابی پرسنل ژاپن، دوازده سطح کلاه و سیستم رتبه، افراد شاغل برای امپراتور را به ۱۲ رتبه تقسیم کرد و بسته به رتبه آنها تاج‌هایی با رنگ‌های مختلف اعطا کرد. در سال ۶۰۳ تأسیس شد، اولین سیستم از چندین سیستم سرپوش و رتبه مشابه بود که در طول دوره آسوکا تاریخ ژاپن به وجود آمد. از سیستم‌های مشابه اقتباس شده بود که قبلاً در سلسله سوئی چین، پاکچه و کوگوریو. مأموران کلاه‌های ابریشمی که با طلا و نقره تزیین شده بود و پری که نشان دهنده درجه مقام رسمی بود به سر می‌گذاشتند. رتبه‌ها در دوازده سطح کلاه و نظام رتبه شامل بزرگ‌تر و کوچک‌تر از هر یک از شش فضیلت کنفوسیوس بود: فضیلت (徳 توکو)، خیرخواهی (仁 jin)، مناسب (禮 ری)، صداقت (信 شین)، عدالت (義 gi) و دانش (智 چی). با مطرح شدن این نظام، افراد مستعد حتی اگر از طبقه اشراف نبودند، به مناصب ارتقاء یافتند و فرصت ارتقا پیدا کردند.

### قانون اساسی هفده ماده‌ای
بر اساس نیهون‌شوکی که در سال ۷۲۰ میلادی منتشر شده است، این قوانین توسط شاهزاده شوتوکو تایشی در سال ۶۰۴ میلادی تدوین شده است. این قوانین در زمان سلطنت امپراتریس سویئکو تصویب شد. این قوانین بیشتر بر اساس اصول بوداگرایی و کنفسیوس‌گرایی تنظیم شده است و اخلاق و فضائلی شرح داده شده بود که انتظار می‌رفت دولت و مقامات و افراد امپراتور بر پایهٔ آن عمل کنند و در آن امپراتور به عنوان بالاترین مقام نظر گرفته شده بود. قانون اساسی هفده ماده‌ای یکی از اولین اسناد دیکتاتوری اخلاقی در تاریخ به‌شمار می‌رود. اگرچه قانون اساسی ۱۷ ماده ای قانون اساسی نامیده می‌شود، اما برای مردم در نظر گرفته نشده است که معیارها و نگرش‌های اخلاقی را برای اشراف و بوروکرات‌ها تعیین می‌کند. به عبارت دیگر این طرز فکر یک مقام دولتی است.
1. ماده ۱: برای هماهنگی بدون جنگ با دیگران ارزش قائل شوید.
2. ماده ۲: به سه گنج (شکیمونی، تعالیم و راهبان) احترام عمیق نشان دهید.
3. ماده ۳: دربارهٔ فرمان‌ها امپراتور بحث نکنید، بلکه با ترس گوش دهید.
4. ماده ۴: مسئولان باید همیشه مؤدب باشند.
5. ماده ۵: ذهن گمراه خود را رها کنید و با انصاف قضاوت کنید.
6. ماده ۶: از کارهای بد دوری کنید و کارهای خوب را بیشتر و بیشتر انجام دهید.
7. ماده ۷: بگذارید افرادی که در کار خود مهارت دارند کار را انجام دهند.
8. ماده ۸: مسئولان باید از اول صبح تا پاسی از شب بدون سستی کار کنند.
9. ماده ۹: بدون شک به یکدیگر ایمان داشته باشید.
10. ماده ۱۰: حتی اگر با دیگران نظرهای متفاوتی دارید عصبانی نشوید.
11. ماده ۱۱: کارهای برجسته و دستاوردها و اشتباهات را حتماً روشن کنید و پاداش و کیفر بدهید.
12. ماده ۱۲: مقام‌ها نمی‌توانند بدون اجازه از مردم مالیات بگیرند.
13. ماده ۱۳: مسئولان نه تنها باید کار خود را بلد باشند بلکه کار سایر مقام‌ها را نیز بدانند.
14. ماده ۱۴: مقام‌ها نباید نسبت به یکدیگر حسادت کنند.
15. ماده ۱۵: مراقب کشور خود باشید و به منافع خود عمل نکنید.
16. ماده ۱۶: هنگام استفاده از افراد، زمان مناسب را برای استفاده از آنها انتخاب کنید.
17. ماده ۱۷: تصمیم‌های مهم را به تنهایی نگیرید، حتماً قبل از تصمیم‌گیری با همه مشورت کنید.

با این رهنمودهای شاهزاده شوتوکو تایشی کوشید تا به خصومت بین خاندان‌های بزرگ پایان دهد.

## نگارخانه

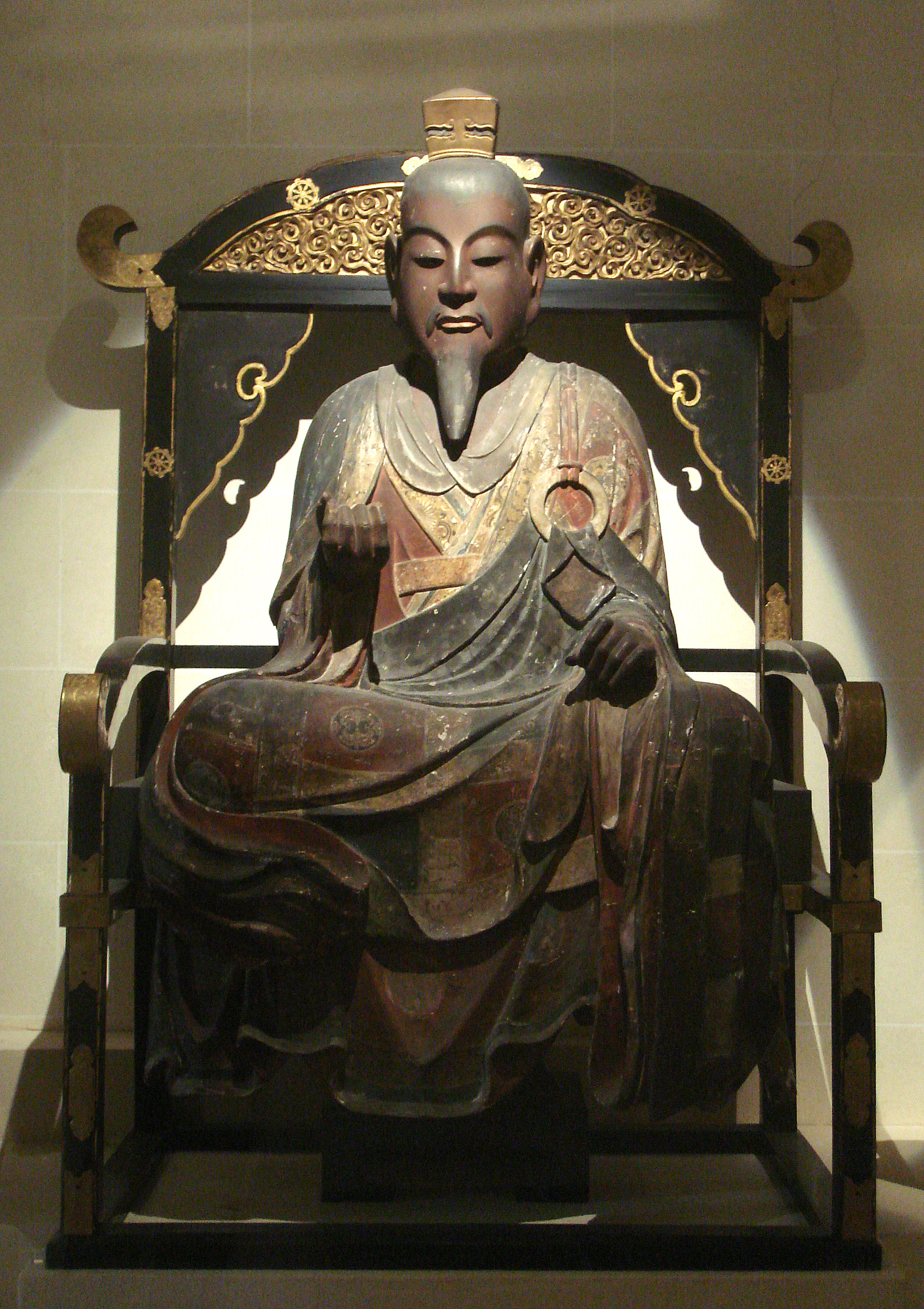
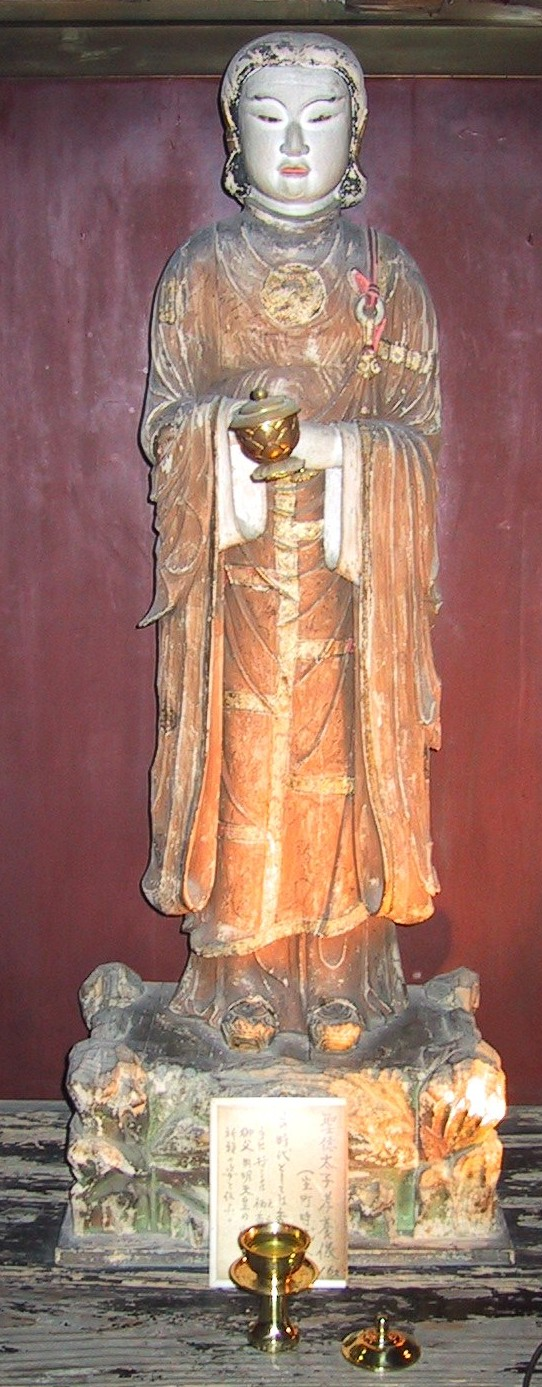
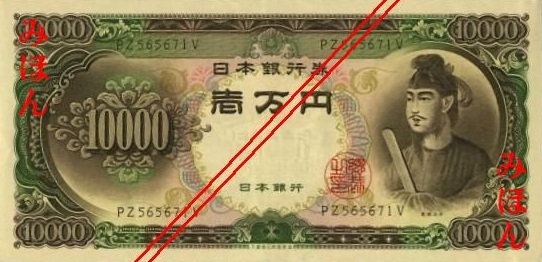
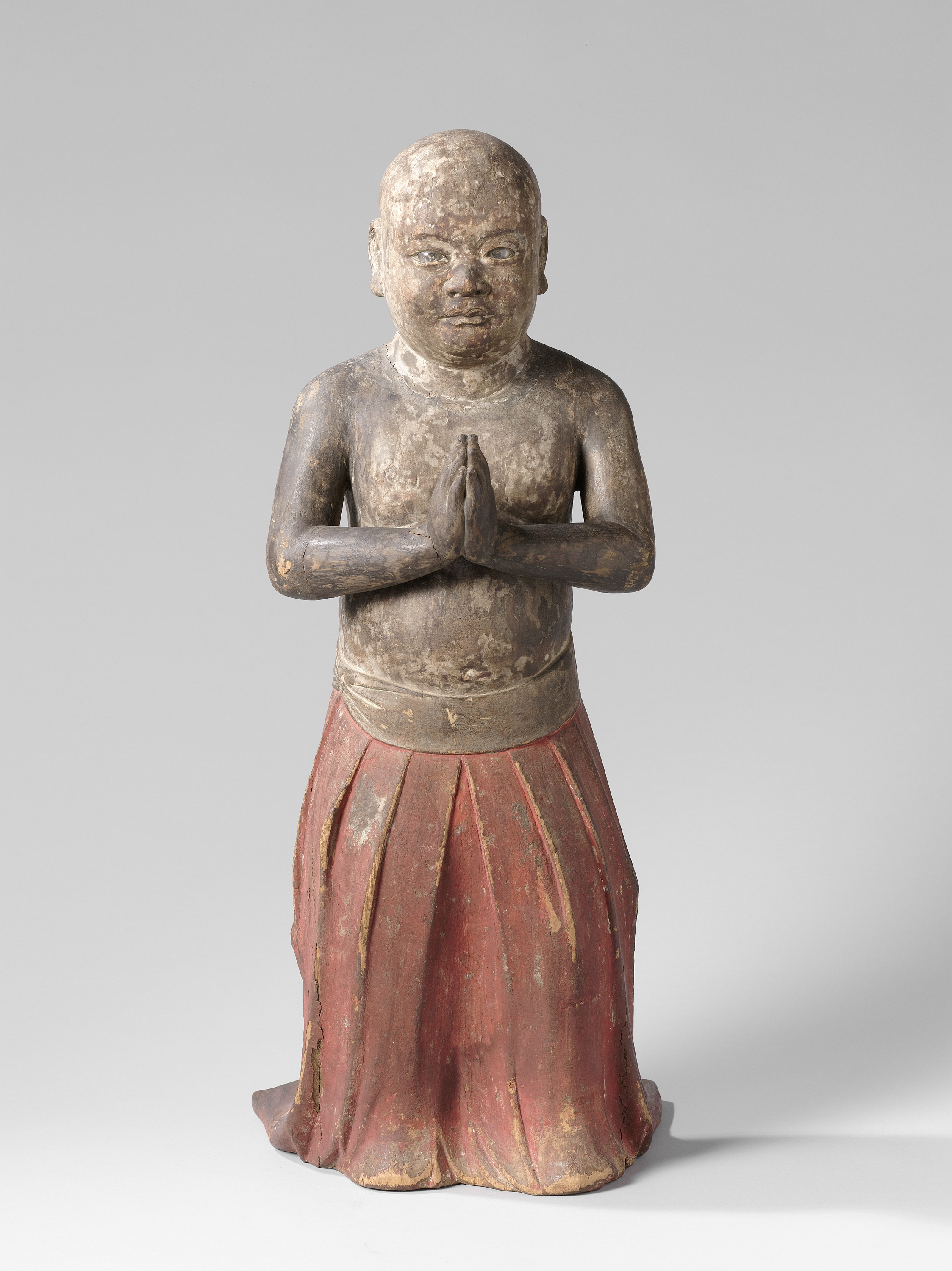
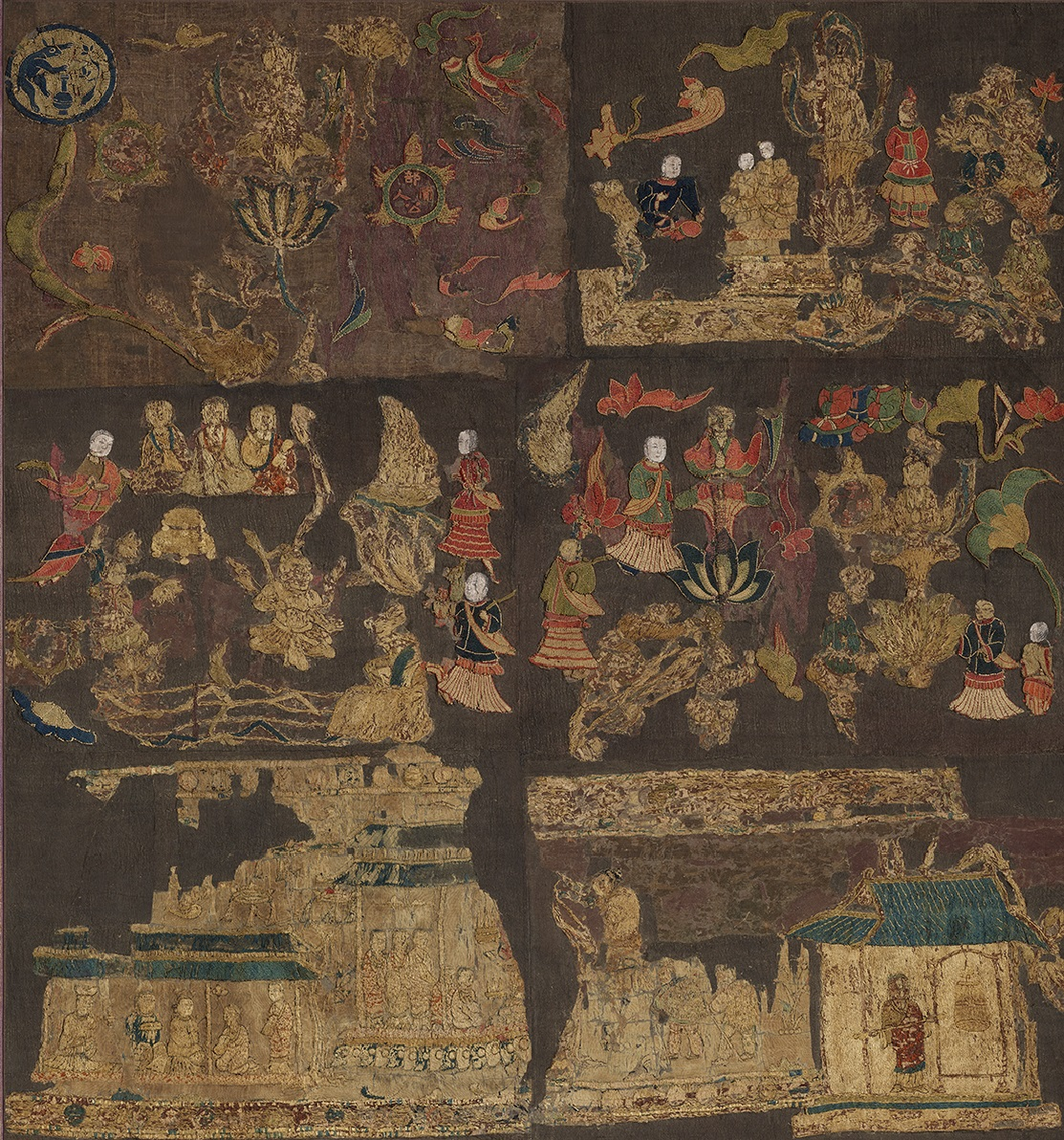